# Bostadskollektiv

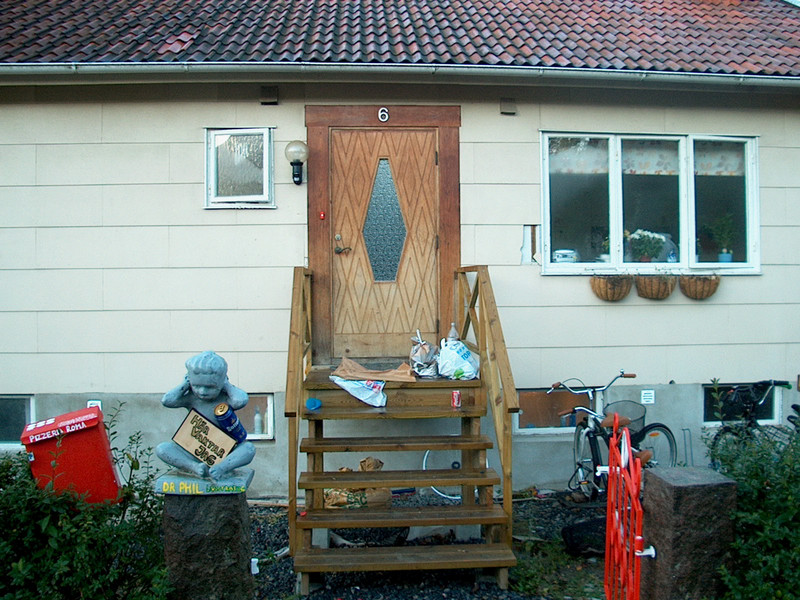
Ett studentkollektiv i Göteborg.

Med ett bostadskollektiv (boendekollektiv, storfamilj, kollektiv) menas att en grupp människor som inte i första hand är släkt delar bostad av praktiska, sociala, religiösa eller politiska skäl. De boende utvecklar ofta nära relationer till varandra som påminner om en utvidgad familj. Gemensam ekonomi och matlagning är vanliga inslag.
Kibbutz-rörelsen i Israel uppstod redan i början av 1900-talet. Den första europeiska storfamiljen var Kommune 1 i dåvarande Västtyskland. Under 1960-talet blev detta en populär och billig boendeform framför allt för ungdomar i städerna. 1973 började produktionskollektiv uppstå i samband med den s.k. gröna vågen. Några svenska kollektiv som fortfarande är verksamma är Skogsnäskollektivet i Ramsele, Moder Jord i Tollarp, Hos jöge i Malmö och Lindsbergs kursgård  i Falun.

## Vita Hästen
Den svenske konstnären Lars Hillersberg levde i storfamiljen "Vita Hästen" i Stockholm.  Där fick han inspiration till två seriealbum i fyrfärg, Storfamiljen och Storfamiljen på semester. Två andra storfamiljsmedlemmar, Jarl Hammarberg och Sonja Åkesson utgav 1976 boken Kollektivbok , Författarförlaget 1976, ISBN 91-7054-170-1, som också handlar om Vita Hästen.